# Лисицкий, Андрей Владимирович
Андрей Владимирович Лисицкий (род. 21 июня 1975, Таганрог) — глава администрации г. Таганрога (2016—2021).

## Биография
Андрей Владимирович Лисицкий окончил РГУПС.
В 2014 году прошёл повышение квалификации в Российской академии народного хозяйства и госслужбы при президенте РФ по программе «Сити-менеджмент».
Работал в администрации Ростовской области, начальником управления по вопросам муниципальной службы и кадрам администрации Ростова, а затем в правительстве Ростовской области в министерстве внутренней и информационной политики.
В начале февраля 2016 года Лисицкий был назначен врио первого заместителя мэра Таганрога. В 2015 году на губернаторских выборах Лисицкий возглавлял предвыборный штаб в Таганроге.
28 октября 2016 года А. В. Лисицкий был избран главой администрации Таганрога.
В декабре 2016 года Андрей Лисицкий в ходе 24-й отчетной-выборной конференции был избран секретарём таганрогского отделения партии «Единая Россия».